# 丰特奈 (安德尔省)
丰特奈（法語：Fontenay，法語發音：[fɔ̃tnɛ] ⓘ）是法国安德尔省的一个市镇，位于该省北部偏东，属于伊苏丹区。

## 地理
丰特奈（47°3'38"N, 1°44'45"E）面积12.33 平方千米，位于法国中央-卢瓦尔河谷大区安德尔省，该省份为法国中部省份，北起卢瓦-谢尔省，西北接安德尔-卢瓦尔省，西南接维埃纳省，南至克勒兹省和上维埃纳省，东临谢尔省。
与丰特奈接壤的市镇（或旧市镇、城区）包括：布日堡、拉沙佩勒圣洛里安、吉利、利涅、鲁夫尔莱布瓦。

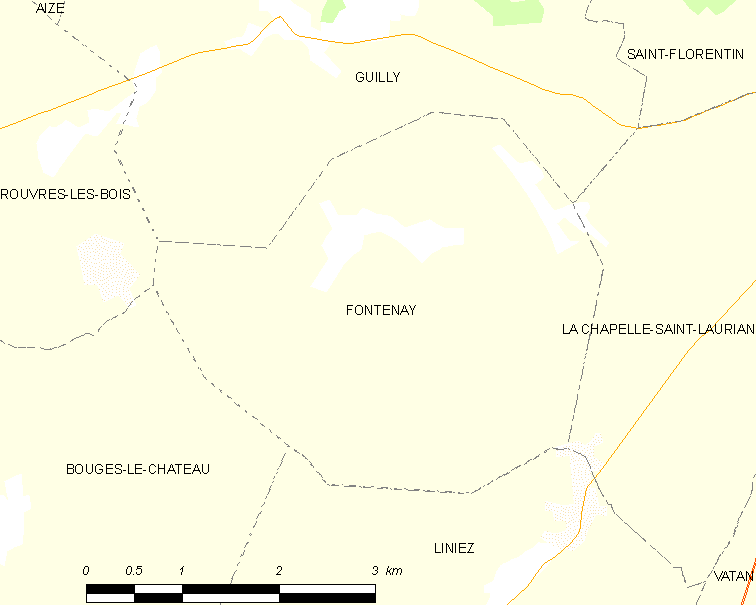
的OSM定位图

丰特奈的时区为UTC+01:00、UTC+02:00（夏令时）。

## 行政
丰特奈的邮政编码为36150，INSEE市镇编码为36075。

## 政治
丰特奈所属的省级选区为勒夫鲁县。

## 人口

1962-2008年间人口变化图示

丰特奈于2022年1月1日时的人口数量为77人。